# アジア・スプリング・ベースボール
アジア・スプリング・ベースボール（Asia Spring Baseball、略称『ASB』）は、2011年から2013年にかけて日本野球機構（NPB）と韓国野球委員会（KBO）の間で行うプロ野球練習試合を指していた名称。

## 概要
毎年2月、日本の四国・九州・沖縄では国内のプロ野球チームが春季キャンプを行っているが、近年は韓国プロ野球の球団も日本国内でキャンプを張ることが多くなった。この期間には、これまでも日韓間のチームによる練習試合は行なわれていたが、2011年よりこれらの練習試合には「アジア・スプリング・ベースボール」の愛称が付けられることとなった。開催試合数はチームによって大きく違い、1試合も行わないチームもある。
2011年の場合、日本は広島東洋カープを除く11球団、韓国はネクセン・ヒーローズを除く7球団が練習試合を行なった。
2012年は日本・韓国ともに8球団ずつがこれに参加。なお韓国側には独立系球団（リーグ非公式参加）の高陽ワンダーズの試合もASBに含まれた。
2013年は日本は9球団、韓国は高陽も含め9球団がこれに参加。ただし当初の予定になかったが、2月25日にはアイビースタジアム(宮崎市)で福岡ソフトバンクホークスと斗山ベアーズが練習試合を行っている(この年の春季キャンプで、ソフトバンクの韓国プロ野球チームとの練習試合はこの日だけであった)。
練習試合ということもあり、多くの試合が無料で観戦できた。
2014年以降も日韓のプロ野球チーム間による練習試合は多数行われているが、この名称は使われていない。